# 立陶宛一月事件
立陶宛一月事件是《立陶宛復國法案》頒布後苏联军队于1991年1月镇压独立意識高涨的立陶宛人民以及杀死立陶宛抗议者的事件。此事件在欧美国家被称为“血腥的星期日”（Bloody Sunday），在立陶宛则称为“一月事件”。

## 经过
1990年3月11日，立陶宛最高议会通过了《立陶宛復國法案》，决定脱离苏联独立。此事件刺激了苏联共产党党内的保守派和苏联军方，最终决定采用武力迫使立陶宛放弃独立。
1991年1月8日，苏联军队被派往立陶宛，其中包括克格勃特种部队和阿尔法小组。1月10日，戈尔巴乔夫对立陶宛最高议会下达最后通牒，声称立陶宛此次法案违反苏联宪法，要求立即撤销，遭到立陶宛最高议会发言人维陶塔斯·蓝茨伯基斯、总理阿尔贝塔斯·希梅纳斯的拒绝。
1月11日，苏联决定进行军事介入。11时50分，苏联军队占领维尔纽斯的立陶宛国防部。12时00分，包围维尔纽斯出版中心，随后占领了这栋建筑物。苏军对市民开炮，导致数人受伤。15时00分，反独立派的立陶宛共产党在中央委员会建筑物中举行记者招待会，宣布成立“立陶宛苏维埃社会主义共和国救国委员会”，自称为唯一合法政府。16时40分，立陶宛外交部长阿尔吉尔达斯·绍达尔加斯致电苏联外交部，对苏联军队在立陶宛的暴力行为表示严重关切。21时00分，苏联军队控制了内门奇内的一个电视转播中心。23时00分，苏军占领了维尔纽斯铁路的调度办公室。铁路交通随即中断，但数小时后恢复。
1月12日，立陶宛最高会议举行连夜会议。蓝茨伯基斯先后三次致电戈尔巴乔夫，但未能接通。立陶宛全境的国民自发聚集，守卫最高会议大楼、广播电台、电视塔、主要电话局等重要据点，围成人盾。
1月13日1时50分，苏联军队向守卫电视塔的非武装民众开炮，导致13人被杀、1人心脏病发作死亡。一部分苏联军队倒戈向苏联军队开炮，导致一名军人死亡。2时00分，对广播电台和电视台进行袭击，电视讯号中断。大量支持独立的民众自发保卫最高会议大楼，夜间有2万人，早上达到5万人。他们在最高会议大楼内外设立临时礼拜所并举行祈祷，高唱民族歌曲。军车和战车车列近前，人群越來越多故没有攻击。

## 後果
立陶宛政府向全苏联和西方世界发表声明，对此次攻击事件表示强烈谴责，国际上纷纷谴责苏联的行为是对主权国家的侵略。挪威政府向联合国起诉苏联的暴行，波兰政府也宣布支持立陶宛，对苏联军队的行为进行强烈谴责。基辅、塔林、里加等多个城市发生支持立陶宛的民众集会。
受到国际上的压力，戈尔巴乔夫表明自己反对使用武力，并下令苏军停止攻击。1月13日以后，苏军的占领仍然继续，但没有大规模冲突。2月4日，冰岛政府率先承认立陶宛独立，并与其建立外交关系。2月9日，立陶宛举行独立公投，93.24%的投票者赞成独立。